# ʻŌpaekaʻa Falls
ʻŌpaekaʻa Falls – wodospad na strumieniu ʻŌpaekaʻa Stream na wyspie Kauaʻi w archipelagu Hawajów.
Wodospad znajduje się na terenie parku Wailua River State Park po wschodniej stronie wyspy Kauaʻi w miejscowości Wailua. Jest to wodospad typu kaskadowego, w którym wody strumienia spływają po bazaltowych skałach. W lokalnym narzeczu nazwa wodospadu oznacza tyle co toczące się krewetki. Słodkowodne krewetki z rodziny Atyidae (Atyoida bisulcata) obficie występowały w strumieniu. U stóp wodospadu znajduje się niewielki zbiornik.